# ۳ (فیلم ۲۰۱۲ هندی)
«۳» (انگلیسی: 3 (2012 Indian film)) یک فیلم است که در سال ۲۰۱۲ منتشر شد. از بازیگران آن می‌توان به شروتی حسن و دنوش اشاره کرد.